# NGC 3375
NGC 3375 is een lensvormig sterrenstelsel in het sterrenbeeld Sextant. Het hemelobject werd op 21 februari 1878 ontdekt door de Duitse astronoom Ernst Wilhelm Leberecht Tempel.

## Synoniemen
- MCG -2-28-8
- MCG -1-28-2
- PGC 32205